# Kieszonkowy dziadek
Kieszonkowy dziadek (ang. Grandpa In My Pocket, 2009–2011) – brytyjski serial komediowy, który był emitowany na kanale CBeebies od 16 grudnia 2009 roku.

## Fabuła
Serial opowiada o niezwykłym dziadku (James Bolam), który posiada niezwykłą czapkę dzięki której może zmniejszać się do malutkich rozmiarów. Wraz ze swoim wnuczkiem (Jay Ruckley) przeżywa niesamowite przygody.

## Postacie
- Dziadek – posiada niezwykłą czapkę dzięki której może zmniejszać się do malutkich rozmiarów. Może wsiadać do samochodu, samolotu lub ujeżdżać Gordona-zabawkową mewę.
- Jason Mason – wnuczek dziadka oraz brat Jemajmy. Jako jedyny wie o czapce dziadka. Lubi bawić się z Babuls.
- Julia Mason – mama Jasona i Jemajmy. Co tydzień zmienia hobby, a także prowadzi sklep rowerowy w Słonecznych Piaskach.
- Cristbaal Mason – tata Jasona i Jemajmy. Prowadzi sklep rowerowy w Słonecznych Piaskach.
- Jemmima Mason – wnuczka dziadka oraz siostra Jasona. Jej ulubionym kolorem jest różowy.
- Pan Ups, – pan Ups nazywa się Ups ponieważ cały czas mówi ups. Powadzi sklep w Słonecznych Piaskach.
- Cioteczna babcia Loretta – siostra dziadka. Lubi jeść sos w sardynkach i pije zieloną pulpę. Często zabiera czapkę dziadkowi.
- Troy – niegrzeczny i rozpieszczony dzieciak w Słonecznych Piaskach.
- Pani Śmieszek – prowadzi kawiarnię w Słonecznych Piaskach i cały czas się śmieje.
- Pan Lubię Jak – pan Lubię Jak nazywa się Lubię Jak ponieważ cały czas mówi "lubię jak..." .
- Tata Troya – jest bardzo leniwy. Cały czas ogląda swoją gazetę.
- Pani  Zarozumialska – nazwisko pani Zarozumialskiej jest takie, bo jest zarozumialska. Gdy obsługiwał ją pan Ups na początku to był koszmar, ale później się śmiała.
- Pan Zrzędokruch – podobnie jak pani Zarozumialska  jego nazwisko pochodzi stąd że zrzędzi.
- Księżniczka Fioletówna – bardzo bogata księżniczka. Gdy przyjechała z Igorem do Słonecznych Piasków chciała zrobić je na fioletowo.
- Igor – kierowca księżniczki Fioletówny.
- Pani Ciach – chciała zrobić Ciach Ciach wilczurowi.
- Josh – kolega Jasona. Tak jak on lubi bawić się z Babuls.
- Babuls – opiekunka dzieci w Słonecznych Piaskach.
- Kuzyn Alwin – kuzyn Jasona i Jemajmy. Wszyscy pamiętali go z czasów młodości teraz jest nastolatkiem ,cały czas leży na kanapie i wcina słodycze.
- Pani Ostry Ołówek – była panią od plastyki w kawiarni pani Śmieszek. Na początku była niemiła, ale później była bardzo miła.
- Lili – koleżanka Jasona i Jemajmy.
- Zack – kolega Jasona i Jemajmy.
- Pan Przycinacz – chciał doprowadzić ogródek do porządku lecz Jason i dziadek tak nie sądzili.

## Obsada
- James Bolam jako Dziadek
- Jay Ruckley jako Jason Mason
- Zara Ramm jako Mama
- Sam Ellis jako Tata
- Josie Cable jako Jemmima Mason
- Steve Elias jako Pam Whoops
- Susan Jameson jako Ciocia Loretta
- Shaheen Jafargholi jako Troy
- Lorna Laidlaw jako pani Smiley
- Phil Gallagher jako pan Lubię Jak
- David Davies jako Tata Troya
- Liza Goddard jako Lady Prigsbottom
- Rula Lenska jako Princess Purpelovna
- David Kendall jako Igor
- Brian Herring jako pan Krumpgrumble
- Heather Williams jako pani Snip
- Izaak Jameson-Lys jako Baby Boris
- Simon Lys jako Mr Hackitt
- Arthur Byrne jako Josh
- Elizabeth Franks jako Bubbles
- Harry Jackson jako Cousin Alvin
- Meera Syal jako pani Ostry-Ołówek

## Wersja polska

### Seria pierwsza
Przekład: Leszek Sielicki (odc. 2)
Wersja polska: Cabo

### Serie 2-4
W wersji polskiej wystąpili:
- Krzysztof Grabowski –
  - Dziadek Jasona,
  - Pan Mentor Eksperymentor (odc. 28, 30, 44, 49, 52, 54, 60, 63, 65),
  - Hobbysta Rowerzysta (odc. 29, 33, 37, 47, 62)
- Łukasz Oriol – Jason
- Marta Kruchelska –
  - Jemima – siostra Jasona (odc. 27-29, 32-35, 38-45, 47-48, 51, 54-57, 60, 63-66),
  - Marta – wnuczka Gilberta (odc. 27)
- Małgorzata Rychlicka-Hewitt – Mama Jasona (odc. 27, 29-31, 33-34, 36-43, 45-47, 50-51, 56-60, 63, 66)
- Tomasz Przysiężny –
  - Dziadek Gilbert (odc. 27),
  - Horacjo Hej Ho (odc. 41, 64),
  - Maciek Paciek (odc. 42),
  - Kapitan Stateczny (odc. 51),
  - Mruktor Konstruktor (odc. 65)
- Jacek Labijak –
  - Tata Jasona (odc. 28-29, 32-33, 35, 38, 40-42, 44-45, 47-49, 51-52, 54-57, 65),
  - Pan Ups (odc. 36, 43-44, 46, 48, 50, 52, 56, 62, 66)
- Hanna Grabowska –
  - Ciotka Loretta (odc. 28, 30, 42, 45, 47-49, 51-52, 56, 58, 61, 66),
  - Pani Wymądrzył (odc. 36)
- Wanda Skorny -
- Pani McMikser
- Lenorka Obserwatorka
- Madame Vibratto

i inni
Dialogi:
- Ewa Zawadzka (odc. 27-35),
- Barbara Gieburowska (odc. 36-52, 54-66)

Nagrania i realizacja dźwięku: Marcin Kalinowski
Kierownictwo produkcji: Paweł Żwan
Realizacja wersji polskiej: STUDIO TERCJA GDAŃSK
Lektor tyłówki: Tomasz Przysiężny

## Spis odcinków
| Premiera odcinka | Nr  | Polski tytuł                                                   | Angielski tytuł                                      |
| ---------------- | --- | -------------------------------------------------------------- | ---------------------------------------------------- |
|                  |     |                                                                |                                                      |
| SERIA PIERWSZA   |     |                                                                |                                                      |
|                  |     |                                                                |                                                      |
| 16.12.2009       | 01  | Wilczur wspaniały                                              | Beowulf the Brilliant                                |
|                  |     |                                                                |                                                      |
| 17.12.2009       | 02  | Jak opiekować się chomikiem                                    | How to Handle a Hamster                              |
|                  |     |                                                                |                                                      |
| 18.12.2009       | 03  | Dzień górskiej wyprawy pana Lubię Jak                          | Mr Liker Biker's Big Mountain Mission                |
|                  |     |                                                                |                                                      |
| 19.12.2009       | 04  | Robot nad roboty                                               | The Robot to Beat All Robots                         |
|                  |     |                                                                |                                                      |
| 20.12.2009       | 05  | Plan Księżniczki Fioletówny                                    | Princess Purpelovna's Plan                           |
|                  |     |                                                                |                                                      |
| 21.12.2009       | 06  | Wiyzta pana Zżędokrucha                                        | Mr Krumpgrumble's Visit                              |
|                  |     |                                                                |                                                      |
| 22.12.2009       | 07  | Najwspanialszy zamek piaskowy w Słonecznych Piaskach           | The Most Splendiferous Sandcastle in Sunnysanks      |
|                  |     |                                                                |                                                      |
| 23.12.2009       | 08  | Zabójcze rodzinne zdjęcie                                      | A Fabulous Family Photo                              |
|                  |     |                                                                |                                                      |
| 24.12.2009       | 09  | Letni pokaz u pani Śmieszek                                    | Miss Smiley's Summer Show                            |
|                  |     |                                                                |                                                      |
| 25.12.2009       | 10  | Wspaniały świat pana Ups                                       | The Wonderful World of Mr Whoops                     |
|                  |     |                                                                |                                                      |
| 26.12.2009       | 11  | Zamieszanie w kawiarni                                         | Chaos in the Cafe                                    |
|                  |     |                                                                |                                                      |
| 27.12.2009       | 12  | Dzień w którym bobas miał nas odwiedzić                        | The Day the Baby Came to Stay                        |
|                  |     |                                                                |                                                      |
| 28.12.2009       | 13  | Ogród pełen zwierząt                                           | A Garden Full of Beasts                              |
|                  |     |                                                                |                                                      |
| 29.12.2009       | 14  | Zabawki atakują chłopca Troya                                  | Toy for a Boy Called Troy                            |
|                  |     |                                                                |                                                      |
| 30.12.2009       | 15  | Kłopoty z Babuls                                               | Trouble for Bubbles                                  |
|                  |     |                                                                |                                                      |
| 31.12.2009       | 16  | Zdrowym ciele zdrowy duch                                      | Shake Up and Shape Up                                |
|                  |     |                                                                |                                                      |
| 01.01.2010       | 17  | Magiczne sztuczki pana Niesamowito                             | Mr Marvelloso's Magic Show                           |
|                  |     |                                                                |                                                      |
| 02.01.2010       | 18  | Wdzięczna melodia na trąbce                                    | A Tuneful Toot on a Trumpet                          |
|                  |     |                                                                |                                                      |
| 03.01.2010       | 19  | Kuracja Cioci Loretty                                          | Getting Aunt Loretta Better                          |
|                  |     |                                                                |                                                      |
| 04.01.2010       | 20  | Słodkich snów kuzynie Alvinie                                  | Sweet Dreams for Cousin Alvin                        |
|                  |     |                                                                |                                                      |
| 05.01.2010       | 21  | Coś bliskiego sercu na zawsze                                  | Something to Treasure Forever                        |
|                  |     |                                                                |                                                      |
| 06.01.2010       | 22  | Sobota pełna niespodzianek                                     | A Saturday Full of Surprises                         |
|                  |     |                                                                |                                                      |
| 07.01.2010       | 23  | W powietrzu czuć magię                                         | Magic in the Air                                     |
|                  |     |                                                                |                                                      |
| 08.01.2010       | 24  | Nic nie powstrzyma dziadka                                     | Nothing Stops Grandpa                                |
|                  |     |                                                                |                                                      |
| 09.01.2010       | 25  | Dzień pracowitego jak pszczoła dziadka                         | Grandpa's Busy Bee Day                               |
|                  |     |                                                                |                                                      |
| 10.01.2010       | 26  | Kosmiczny tort Kapitana Cymbonka                               | Captain Dumbletwit's Spaceship Cake                  |
|                  |     |                                                                |                                                      |
| SERIA DRUGA      |     |                                                                |                                                      |
|                  |     |                                                                |                                                      |
| 07.02.2011       | 27  | jedna z jego najtrudniejszych misji                            | Captain Dumblewit's Toughest Mission Yet!            |
|                  |     |                                                                |                                                      |
| 08.02.2011       | 28  | kremową pompkę pana Mentora                                    | Mr Mentor's Custard Puff Plopper                     |
|                  |     |                                                                |                                                      |
| 09.02.2011       | 29  | każdy z nich brzmi inaczej                                     | No Two Rings the Same                                |
|                  |     |                                                                |                                                      |
| 10.02.2011       | 30  | z marchewką o imieniu Krzysztof i innymi dziwacznymi warzywami | A Carrot Called Christopher and Other Odd Vegetables |
|                  |     |                                                                |                                                      |
| 11.02.2011       | 31  | nauczką dla Floyda                                             | Taking Floyd for a Ride                              |
|                  |     |                                                                |                                                      |
| 14.02.2011       | 32  | próbowaliśmy znaleźć zabawę dla wstydka Shanaya                | Trying to Play with Shy Shanay                       |
|                  |     |                                                                |                                                      |
| 15.02.2011       | 33  | Przedstawienie u pani Śmieszek                                 | A Day for a Play in Miss Smiley's Cafe               |
|                  |     |                                                                |                                                      |
| 16.02.2011       | 34  | Nowa przyjaciółka Jemimy                                       | Jemima's New Best Friend                             |
|                  |     |                                                                |                                                      |
| 17.02.2011       | 35  | z Bubbles i Mruczkiem                                          | Bubbles and Squeak                                   |
|                  |     |                                                                |                                                      |
| 18.02.2011       | 36  | Koniec z lalkami dla Dory                                      | No More Dolls for Dora                               |
|                  |     |                                                                |                                                      |
| 21.02.2011       | 37  | Wielkie wyścigi dla Igi Śmigi                                  | A Very Needy Speedy Edie                             |
|                  |     |                                                                |                                                      |
| 22.02.2011       | 38  | zabawę z Maksem na maksa                                       | Making the Most of Max                               |
|                  |     |                                                                |                                                      |
| 23.02.2011       | 39  | Słodziutki suflet pani Śmieszek                                | Miss Smiley's Strawberry Surprise                    |
|                  |     |                                                                |                                                      |
| 24.02.2011       | 40  | gra, żeby wygrać                                               | In It to Win It!                                     |
|                  |     |                                                                |                                                      |
| 25.02.2011       | 41  | piratem zwanym Horacjo Hej Ho!                                 | Horatio Heave Ho!                                    |
|                  |     |                                                                |                                                      |
| 28.02.2011       | 42  | niezbyt dobrym planie ciotki Loretty                           | Great Aunt Loretta's Not So Great Plan               |
|                  |     |                                                                |                                                      |
| 01.03.2011       | 43  | zabawkę tygodnia u pana Ups                                    | Mr Whoops' Toy of the Week                           |
|                  |     |                                                                |                                                      |
| 02.03.2011       | 44  | świetnego małego śmieciozbieracza                              | The Perfect Little Litter Picker                     |
|                  |     |                                                                |                                                      |
| 03.03.2011       | 45  | Duży elf i mały elf                                            | Big Elf, Little Elf                                  |
|                  |     |                                                                |                                                      |
| 04.03.2011       | 46  | piosenkę dla pani Śmieszek                                     | A Song For Miss Smiley                               |
|                  |     |                                                                |                                                      |
| 07.03.2011       | 47  | kozłem Pożeraczem                                              | Mr Scoffbucket the Goat                              |
|                  |     |                                                                |                                                      |
| 08.03.2011       | 48  | taneczną herbatkę u pani Śmieszek                              | Miss Smiley's Dancing Tea                            |
|                  |     |                                                                |                                                      |
| 09.03.2011       | 49  | Szok ze Słonecznym Tik-Takiem                                  | A Sunnysands Tick Tock Shock                         |
|                  |     |                                                                |                                                      |
| 10.03.2011       | 50  | Dzień Wilczura z panem Ups                                     | Wulfy's Day with Mr Whoops                           |
|                  |     |                                                                |                                                      |
| 11.03.2011       | 51  | kapitanem Statecznym i rybą Bryanem                            | Captain Shipshape and a Fish Called Bryan            |
|                  |     |                                                                |                                                      |
| 14.03.2011       | 52  | Największa ucieczka dziadka                                    | Grandpa's Greatest Escape Ever                       |
|                  |     |                                                                |                                                      |
| SERIA TRZECIA    |     |                                                                |                                                      |
|                  |     |                                                                |                                                      |
| brak danych      | 53  | Magia świąt                                                    | The Magic of Christmas                               |
|                  |     |                                                                |                                                      |
| 27.06.2011       | 54  | nadzwyczajną świnką                                            | No Ordinary Pig                                      |
|                  |     |                                                                |                                                      |
| 28.06.2011       | 55  | Dom widokowy całkiem jak nowy                                  | Lighthouse View, as Good as New                      |
|                  |     |                                                                |                                                      |
| 29.06.2011       | 56  | Buma bum łup zing zu                                           | Boom a Boom Whoop Zing Zoo!                          |
|                  |     |                                                                |                                                      |
| 30.06.2011       | 57  | Lenorkę Obserwatorkę                                           | Lenora the Explorer                                  |
|                  |     |                                                                |                                                      |
| 01.07.2011       | 58  | Zaczarowane pudełko Kapitana Cymbonka                          | Captain Dumbletwit Box of Tricks                     |
|                  |     |                                                                |                                                      |
| 04.07.2011       | 59  | Dzień, w którym Alvin nie potrzebuje pomocy                    | No Help for Alvin                                    |
|                  |     |                                                                |                                                      |
| 05.07.2011       | 60  | Wspaniałośnego Klubu Wynalazców                                | Mr Mentor's Marvelicious Inventing Club              |
|                  |     |                                                                |                                                      |
| 06.07.2011       | 61  | pani McMikser dostanie więcej niż było w planie                | More Than a Biscuit For McWhisket                    |
|                  |     |                                                                |                                                      |
| 07.07.2011       | 62  | Dzień, w którym każdy robi, co mu się podoba                   | A Day to Do What You Like to Do                      |
|                  |     |                                                                |                                                      |
| 08.07.2011       | 63  | ani słowa o wynalazkach                                        | No Mention of An Invention                           |
|                  |     |                                                                |                                                      |
| 11.07.2011       | 64  | w Szkole Piratów w Słonecznych Piaskach                        | The Sunnysands School for Pirates                    |
|                  |     |                                                                |                                                      |
| 12.07.2011       | 65  | pana Mruktora Konstruktora                                     | Mr Greator the Creator                               |
|                  |     |                                                                |                                                      |
| 13.08.2011       | 66  | Wspaniały ślub pana Ups                                        | Mr Whoops' Wonderful Wedding                         |
|                  |     |                                                                |                                                      |
| SERIA CZWARTA    |     |                                                                |                                                      |
|                  |     |                                                                |                                                      |
| 14.07.2014       | 67  | mamy magicznego dziadka                                        | A Grandpa Made of Magic                              |
|                  |     |                                                                |                                                      |
| 15.07.2014       | 68  | Wesołek Ravioli                                                | Roly Poly Ravioli                                    |
|                  |     |                                                                |                                                      |
| 16.07.2014       | 69  | Wiosenny dzień robótek pani Śmieszek                           | Miss Smiley’s Springtime Make and Do Day             |
|                  |     |                                                                |                                                      |
| 17.07.2014       | 70  | Australijskie popołudnie u Boba                                | An Aussie Afternoon With Bob                         |
|                  |     |                                                                |                                                      |
| 18.07.2014       | 71  | Skłik! Skłik! To pan Skłik!                                    | Squeak! Squeak! Mr Squeak!                           |
|                  |     |                                                                |                                                      |
| 21.07.2014       | 72  | Dzień w królestwie wełny                                       | A Day in Woolly Wonderland                           |
|                  |     |                                                                |                                                      |
| 22.07.2014       | 73  | ciasta w kształcie Słonecznych Piasków                         | The Great Sunnysands Cake Bake                       |
|                  |     |                                                                |                                                      |
| 23.07.2014       | 74  | z serowym interesem pana Pleśniochrupa                         | Mr Munchmould’s Cheesy Business                      |
|                  |     |                                                                |                                                      |
| 24.07.2014       | 75  | przybył do nas wielki pająk                                    | There Came A Big Spider                              |
|                  |     |                                                                |                                                      |
| 25.07.2014       | 76  | Cudowniasty wykrywacz pogody                                   | The Wonderbubble Weather Watcher                     |
|                  |     |                                                                |                                                      |
| 11.08.2014       | 77  | Taniec z zachwytem                                             | Dancing with Delight                                 |
|                  |     |                                                                |                                                      |
| 12.08.2014       | 78  | Średniowieczna zabawa pani Śmieszek                            | Mistress Smiley’s Medieval Fairground Fun            |
|                  |     |                                                                |                                                      |
| 13.08.2014       | 79  | Woda na młyn                                                   | Waffling at the Windmill                             |
|                  |     |                                                                |                                                      |
| 14.08.2014       | 80  | Dzień spektomenalnych niespodzianek                            | A Day of Spectacular Surprises                       |
|                  |     |                                                                |                                                      |
| 15.08.2014       | 81  | Dzwonniaki odwiedzili pana Ups                                 | The Day the Callminders Called on Mr Whoops          |
|                  |     |                                                                |                                                      |
| 18.08.2014       | 82  | zabawę w starym, dobrym stylu                                  | A Good Old-Fashioned Party                           |
|                  |     |                                                                |                                                      |
| 19.08.2014       | 83  | Wielkie sprzątanie na powitanie                                | A Cleaning Job for our Friend Bob                    |
|                  |     |                                                                |                                                      |
| 20.08.2014       | 84  | Wilczuś cudowny pies                                           | Wulfy the Wonderdog                                  |
|                  |     |                                                                |                                                      |
| 21.08.2014       | 85  | Praktykant Gutek Skrętek                                       | Billy Bentice the Apprentice                         |
|                  |     |                                                                |                                                      |
| 22.08.2014       | 86  | Zmiany na lepsze                                               | Changes for the Better                               |
|                  |     |                                                                |                                                      |
| 08.09.2014       | 87  | Pan Mruktor to nic dobrego                                     | Mr Greator is Up to No Good                          |
|                  |     |                                                                |                                                      |
| 09.09.2014       | 88  | Przy Barnabie zachowujemy się wzorowo                          | Best Behaviour for Barnaby                           |
|                  |     |                                                                |                                                      |
| 10.09.2014       | 89  | pamiątkę ze Słonecznych Piasków                                | A Souvenir of Sunnysands                             |
|                  |     |                                                                |                                                      |
| 11.09.2014       | 90  | Co słychać nocą na łodzi Boba                                  | Things That Go Bump on a Boat                        |
|                  |     |                                                                |                                                      |
| 12.09.2014       | 91  | klientką w opałach                                             | A Customer in a Fluster                              |
|                  |     |                                                                |                                                      |
| 22.09.2014       | 92  | Wielkie zamieszanie w wiatraku na bagnach                      | A Mix-Up at the Mill                                 |
|                  |     |                                                                |                                                      |
| 23.09.2014       | 93  | Dzwoniący błyskozwisacz pana Mentora                           | Mr Mentor’s Spangly Jangly Dangle Dish               |
|                  |     |                                                                |                                                      |
| 24.09.2014       | 94  | Słabowita Petunia Bratek                                       | Poorly Pansy Petunia                                 |
|                  |     |                                                                |                                                      |
| 25.09.2014       | 95  | Wspaniały dzień z osiołkiem pana Odkrywacza Poszukiwacza       | Mr Yomper Stomper’s Donkey Day                       |
|                  |     |                                                                |                                                      |
| 26.09.2014       | 96  | upsiastym świecie Wandy Ups                                    | Wanda Whoops’ World of Whooo!                        |
|                  |     |                                                                |                                                      |
| 29.09.2014       | 97  | Banialuki na łodzi Boba                                        | The Balderdashes on Bob’s Boat                       |
|                  |     |                                                                |                                                      |
| 30.09.2014       | 98  | Dla jednego grat, dla innego skarb                             | One Man’s Junk is Another Man’s Treasure             |
|                  |     |                                                                |                                                      |
| 01.10.2014       | 99  | To nie wina Wilczusia                                          | Don’t Blame Wulfy                                    |
|                  |     |                                                                |                                                      |
| 02.10.2014       | 100 | Rozbrzęczniający wiatrozawodnik pana Mentora                   | Mr Mentor’s Whizzywoodlesome Whirly Windwhooper      |
|                  |     |                                                                |                                                      |
| 03.10.2014       | 101 | Tajemnica zaginionych milionów                                 | The Mystery of the Missing Millions                  |
|                  |     |                                                                |                                                      |
| 06.10.2014       | 102 | Wesoły Charlie Czaruś i jego wielki powrót                     | Cheery Charlie Cheekster’s Big Return                |
|                  |     |                                                                |                                                      |
| 07.10.2014       | 103 | Plażowa Balonianza pani Baloniak                               | Mrs Puffabang’s Balloony Beach Bonanza               |
|                  |     |                                                                |                                                      |
| 08.10.2014       | 104 | Bartek Łowca i gadatliwa owca                                  | Bertie Beep and His Talking Sheep                    |
|                  |     |                                                                |                                                      |
| 09.10.2014       | 105 | Słoneczne Piaski były kryjówką Tiny Superlaski                 | A Sunnysands Shelter for Bella La Belter             |
|                  |     |                                                                |                                                      |
| 10.10.2014       | 106 | Robotopies dla pani Ciach                                      | A Robodoggy for Miss Snip                            |
|                  |     |                                                                |                                                      |
| 13.10.2014       | 107 | Wspaniałośny plażowy show                                      | The Brillioso Beach Treat                            |
|                  |     |                                                                |                                                      |
| 14.10.2014       | 108 | Ciotka Loretta nami rządzi                                     | Great Aunt Loretta on Duty                           |
|                  |     |                                                                |                                                      |
| 15.10.2014       | 109 | Mocarny Majk i Misiek Tramp                                    | Mighty Mike and a Bear on a Hike                     |
|                  |     |                                                                |                                                      |
| 16.10.2014       | 110 | Wymarzona randka ciotki Loretty                                | Great Aunt Loretta’s Dream Date                      |
|                  |     |                                                                |                                                      |
| 17.10.2014       | 111 | Rafałek Raban                                                  | Whizzy William                                       |
|                  |     |                                                                |                                                      |
| 20.10.2014       | 112 | Lśniące złote gwiazdki                                         | Shiny Gold Stars                                     |
|                  |     |                                                                |                                                      |
| 21.10.2014       | 113 | Bal kostiumowy kapitana Cymbonka                               | Captain Dumbletwit’s Dress-Up Party                  |
|                  |     |                                                                |                                                      |
| 22.10.2014       | 114 | dojść do ładu z panią Nieład                                   | In a Muddle with Miss Muddleton                      |
|                  |     |                                                                |                                                      |
| 23.10.2014       | 115 | Dzień pirackich przygód                                        | A Day for a Piratey Adventure                        |
|                  |     |                                                                |                                                      |
| 24.10.2014       | 116 | Magiczny wiatrak na bagnach                                    | The Magic of the Mill on the Marsh                   |
|                  |     |                                                                |                                                      |
| 27.10.2014       | 117 | Bzik na punkcie mody                                           | A Passion for Fashion                                |
|                  |     |                                                                |                                                      |
| 28.10.2014       | 118 | Dinozaur, który nazywał się Damian                             | A Dinosaur Called Damien                             |
|                  |     |                                                                |                                                      |